# گرادسکووو
گرادسکووو (به صربی: Gradskovo) یک منطقهٔ مسکونی در صربستان است که در زایچار واقع شده‌است. گرادسکووو ۶۶۶ نفر جمعیت دارد.